# Jes Macallan
Jes Macallan (Sarasota, Florida, 1982. augusztus 9. –) amerikai színésznő.
Legismertebb szerepe Josslyn Carver volt az ABC TV csatorna Zűrös viszonyok (2013–2016) című sorozatában. 2017-ben szerepet kapott A holnap legendái című szuperhős-sorozatban, melyben 2022-ig Ava Sharpe-t alakította.

## Élete és pályafutása
Jessica Lee Liszewski néven 1982-ben született augusztus 9. napján a florida-állambeli Sarasotában. 6 testvére van, 3 lány és 3 fiú, akik közül ő a legidősebb. Hároméves korában kezdett táncolni, de az apja azt mondta neki, hogy folytassa a tanulást iskolában, mert ha táncolás közben végzetesen megsérül, akkor nem tudja folytatni. A University of Florida-ban diplomázott, International Business (Nemzetközi üzlet) szakból. Az egyetem alatt Miamiban modellkedett. Színészetet a New York-i Maggie Flanigan Studioban tanult. 2012 márciusában összeházasodott Jason Gray-Stanforddal, de öt évvel később, 2017 júniusában Jes beadta a válókeresetet. 2017-ben szerepet kapott a The CW  sorozatában, A holnap legendái (Legends of Tomorrow) című szériában, amiben Ava Sharpe szerepében jelenik meg.

## Filmográfia

### Film
| Év   | Cím                | Szerep             | Megjegyzések                    |
| ---- | ------------------ | ------------------ | ------------------------------- |
| 2008 | Ocean's 7-11       | Dustee             |                                 |
| 2008 | One, Two, Many     | nő az ágyban       |                                 |
| 2008 | Identity Crisis    | Sandy              |                                 |
| 2009 | Behaving Badly     | cocktail-pincérnő  |                                 |
| 2009 | Hired Gun          | amerikai hírolvasó |                                 |
| 2011 | Being Bin Laden    | Ali                |                                 |
| 2011 | The Football Fairy | Kelsey             | rövidfilm                       |
| 2014 | Kiss Me            | Erica              |                                 |
| 2015 | Szomjúság (Thirst) | Claire Taylor      |                                 |
| 2019 | Self E             | nem szerepel       | rövidfilm (rendező és producer) |

### Televízió
| Év        | Magyar cím                 | Eredeti cím          | Szerep         | Megjegyzések                                                                                          |
| --------- | -------------------------- | -------------------- | -------------- | --- |
| 2011      | Shameless – Szégyentelenek | Shameless            | Tammy          | 1 epizód                                                                                              |
| 2011      | A törvény embere           | Justified            | Cassie         | 2 epizód                                                                                              |
| 2011      |                            | The Protector        | Rachel         | 1 epizód                                                                                              |
| 2012      | A Grace klinika            | Grey's Anatomy       | Hillary        | 1 epizód                                                                                              |
| 2012      |                            | Crash & Burn         | Kelly Mitchell | tévéfilm                                                                                              |
| 2012      | NCIS: Los Angeles          | NCIS: Los Angeles    | Megan Stevens  | 1 epizód                                                                                              |
| 2014      |                            | The Mentor           | Elizabeth      | tévéfilm                                                                                              |
| 2013–2016 | Zűrös viszonyok            | Mistresses           | Josslyn Carver | főszereplő (52 epizód)                                                                                |
| 2014–2015 |                            | Red Band Society     | Ashley Cole    | 2 epizód                                                                                              |
| 2016      | Esküvő karácsonyig         | Married by Christmas | Carrie         | tévéfilm                                                                                              |
| 2017–2022 | A holnap legendái          | Legends of Tomorrow  | Ava Sharpe     | - visszatérő (3. évad) és főszereplő (4–7. évad) - rendező (2 epizód) - magyar hangja: Bertalan Ágnes |
| 2017      |                            | An Uncommon Grace    | Grace Conner   | tévéfilm                                                                                              |
| 2023      |                            | The Company You Keep | Martha Pope    | 1 epizód                                                                                              |